# Mesochorus pharaonis
Mesochorus pharaonis là một loài tò vò trong họ Ichneumonidae.